# 101493 Sergiofoparri
101493 Sergiofoparri este o planetă minoră (asteroid) din centura de asteroizi. A fost descoperită pe 7 decembrie 1998 la osservatorio astronomico della Montagna Pistoiese⁠(d) de Maura Tombelli⁠(d). 
Obiectul prezintă o orbită caracterizată de o semiaxă mare de 2,3552160591984 UAi, o excentricitate de 0,184828029025, o înclinație de 7,4895599564781 ° în raport cu ecliptica.